# Nanauta
Nanauta är en ort i Indien.   Den ligger i distriktet Sahāranpur och delstaten Uttar Pradesh, i den norra delen av landet, 120 km norr om huvudstaden New Delhi. Nanauta ligger 267 meter över havet och antalet invånare är 18 738.
Terrängen runt Nanauta är mycket platt. Runt Nanauta är det mycket tätbefolkat, med 1 018 invånare per kvadratkilometer. Närmaste större samhälle är Gangoh, 16,6 km nordväst om Nanauta. Trakten runt Nanauta består till största delen av jordbruksmark.